# 영남대역
영남대역(Yeungnam University station, 嶺南大驛)은 경상북도 경산시 대동에 있는 대구 도시철도 2호선의 전철역으로, 동쪽 종착역이다.
이 역에는 심야에 3편성이 주박한다. 영남대 종착 전동열차 2편성은 사월역으로 회송하여 주박한 후, 다음 날 아침에 영남대로 다시 회송하여 운행한다.

## 특징
대구 도시철도 2호선 경산 연장 구간의 마지막 역이자, 대구 도시철도 2호선의 종점이다. 이 역의 3번 출구가 영남대학교의 정문인 천마지문과 바로 연결되어 있고, 사실상 이 역은 영남대학교 앞에 바로 있기도 하고 영남대학교 학생들을 위한 통학 지하철역의 기능을 수행하고 있으므로 영남대역이라는 명칭이 부여되었다. 특히 영남대학교 학생들을 제외하고도 대구대학교, 대구가톨릭대학교, 경일대학교 등 경산시 대학로 근처에 소재하고 있는 타 대학교의 학생들 역시 통학 및 환승을 목적으로 이 역을 많이 출입하기 때문에 승.하차량 조사 결과 승.하차 인원 수가 2호선의 역들 중, 환승역인 반월당역에 이어 두 번째로 많은 것으로 집계되었다.

## 역명의 유래
역 바로 앞에 있는 영남대학교 경산캠퍼스에서 유래하였으며, 사실상 이 역은 영남대학교 학생들을 위한 통학 지하철역 기능을 수행하고 있는 터라 영남대역이라는 명칭이 부여되었다.

## 역사
- 2007년 6월 4일: 대구 도시철도 2호선의 경산 연장 구간 착공.[5]
- 2012년 9월 19일: 대구 도시철도 2호선 개통과 함께 영업 개시.[6]

## 역 구조
2면 2선의 곡선 상대식 승강장이 있는 지하역이다. 스크린도어가 설치되어 있다. 이 역은 열차와 승강장 사이에 단차가 있으나, 발빠짐 안내방송은 안 나온다.

### 승강장
| 임당 ↑    |
| \| 상     |
| 시·종착역 |

| 상행 | ● 대구 도시철도 2호선 | 반월당·용산·문양 방면 |
| 하행 | ● 대구 도시철도 2호선 | 당역 종착             |

- 대합실을 통해 반대편 승강장으로의 이동이 가능하다.

## 역 주변
3번 출구가 영남대학교 정문과 바로 연결되어 있으며, 5개 출구 모두 시내버스와의 연계성이 매우 뛰어난 역이다.
| 나가는 곳 | 방면                                                                         |
| --------- | ---------------------------------------------------------------------------- |
| 1         | 북부동 경북경찰청 기동대                                                     |
| 2         | 북부동                                                                       |
| 3         | 북부동 영남대학교                                                            |
| 4         | 북부동 영남대학교 경산소방서 영남대학교 국제교류센터 영남대학교 천마아트센터 |
| 5         | 북부동 압량우체국 압량읍행정복지센터 강산애아파트 KB국민은행 영남대 천마지점 |

## 사진

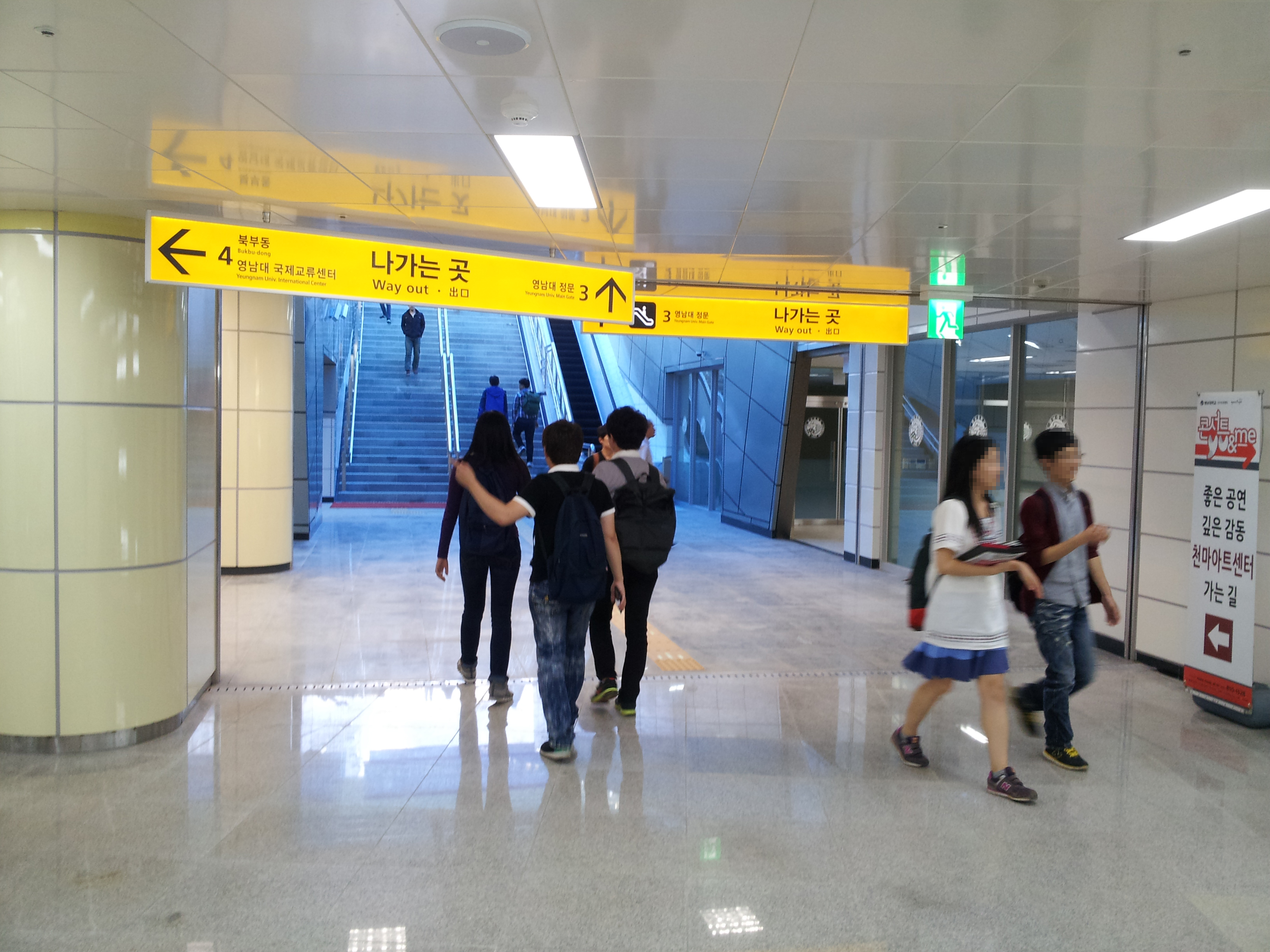
3,4번 출구 안내판
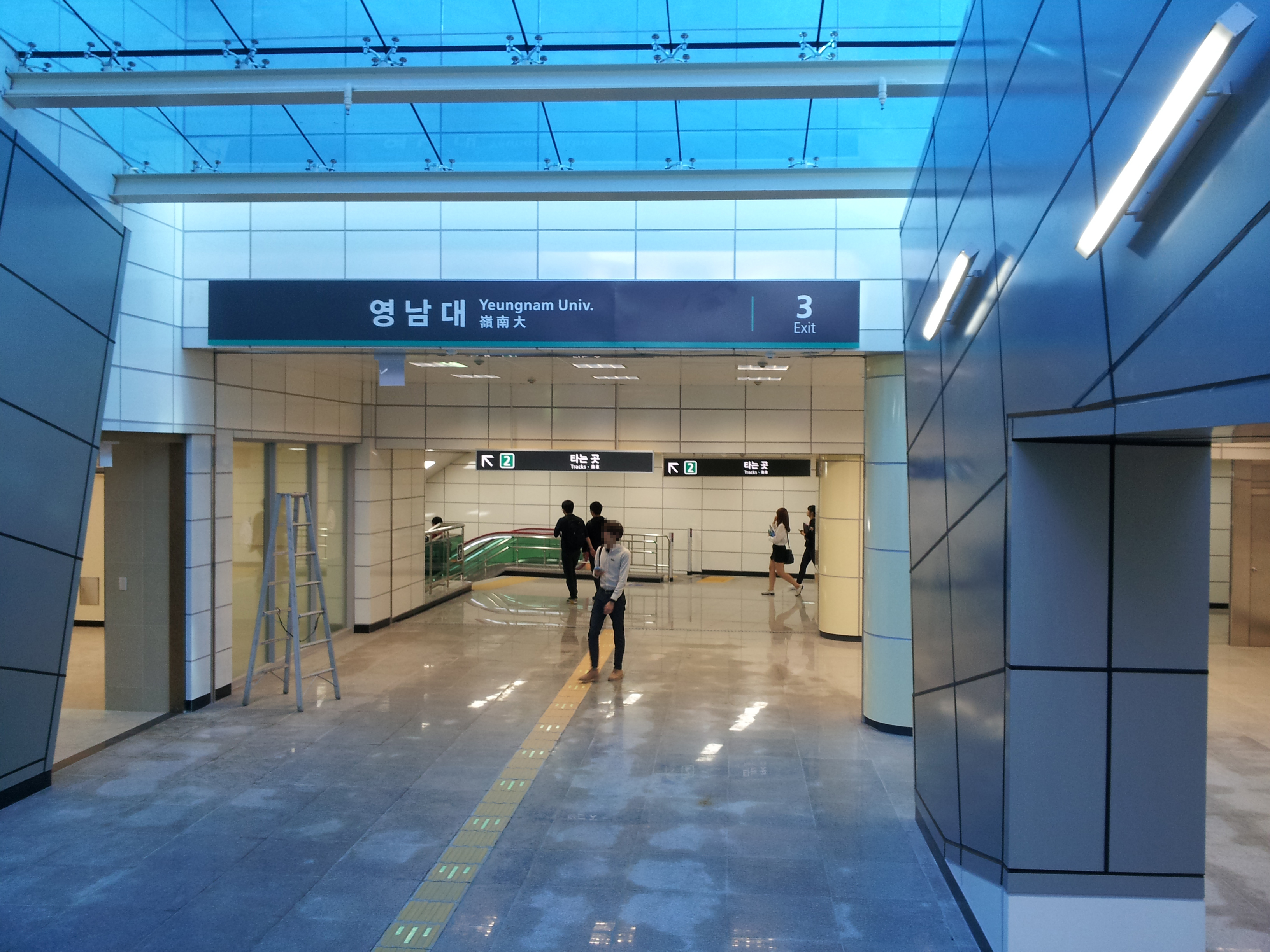
3번 출구 내부
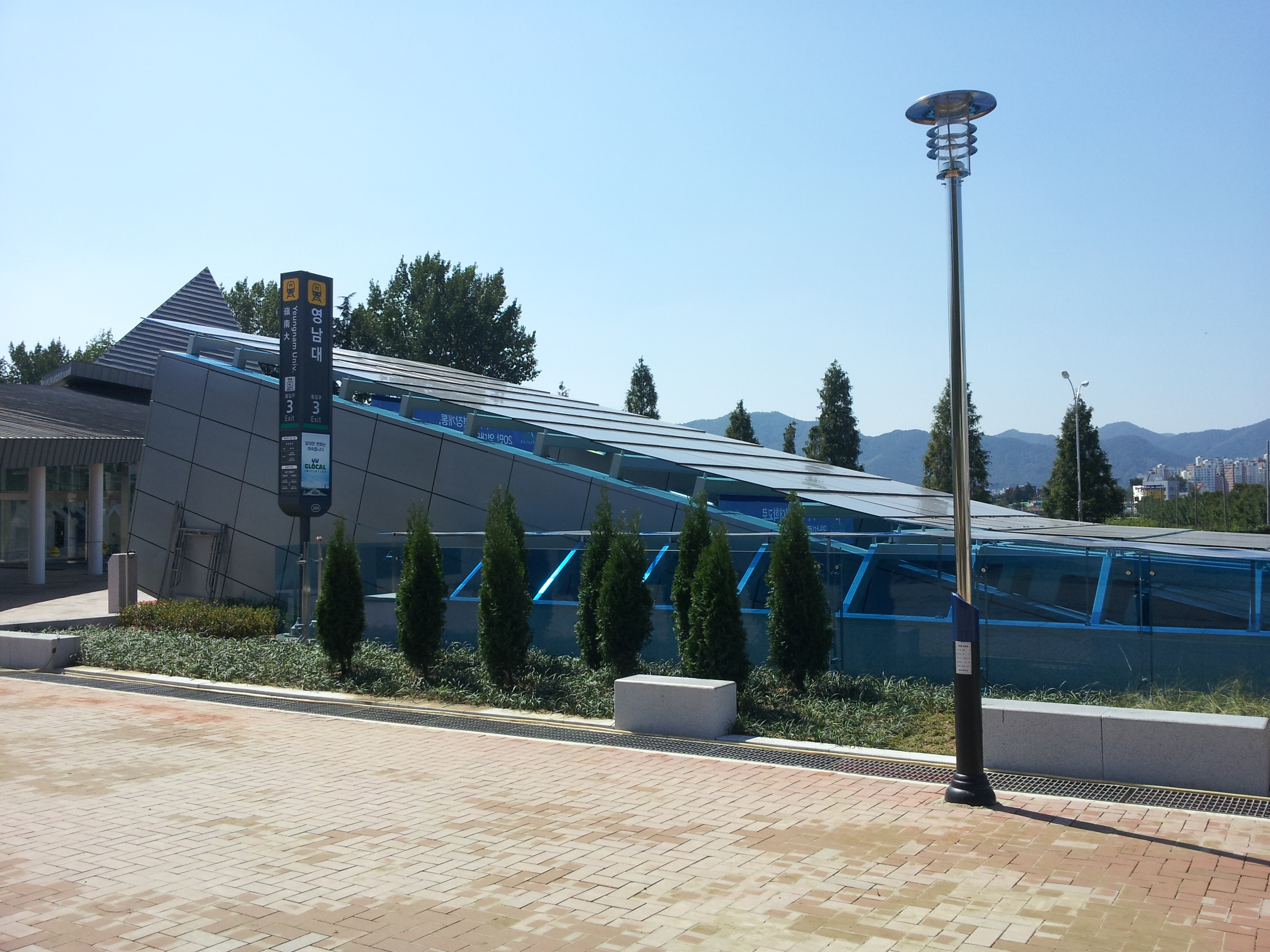
3번 출구 측면
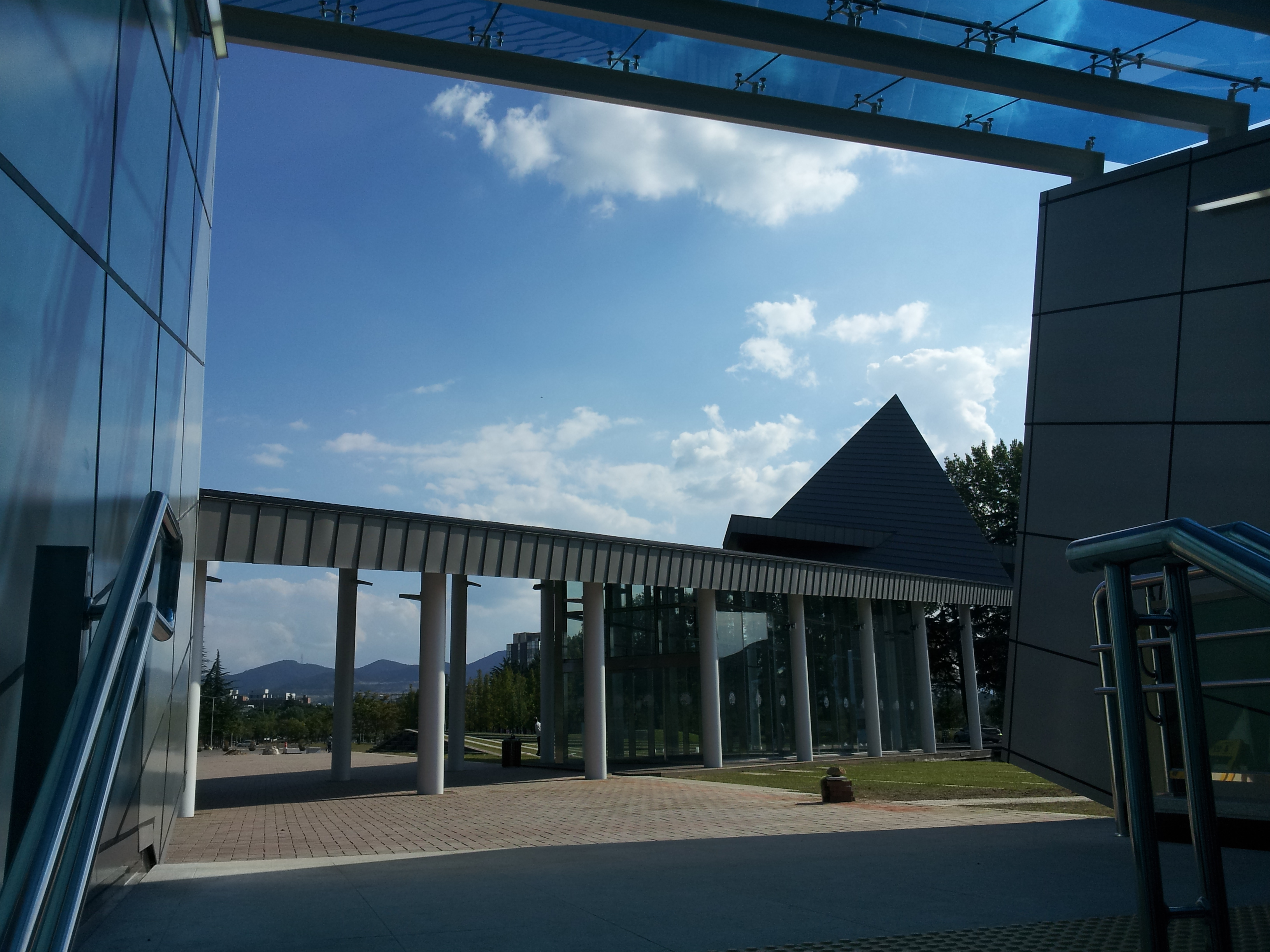
3번 출구에서 바라본 영남대학교 정문
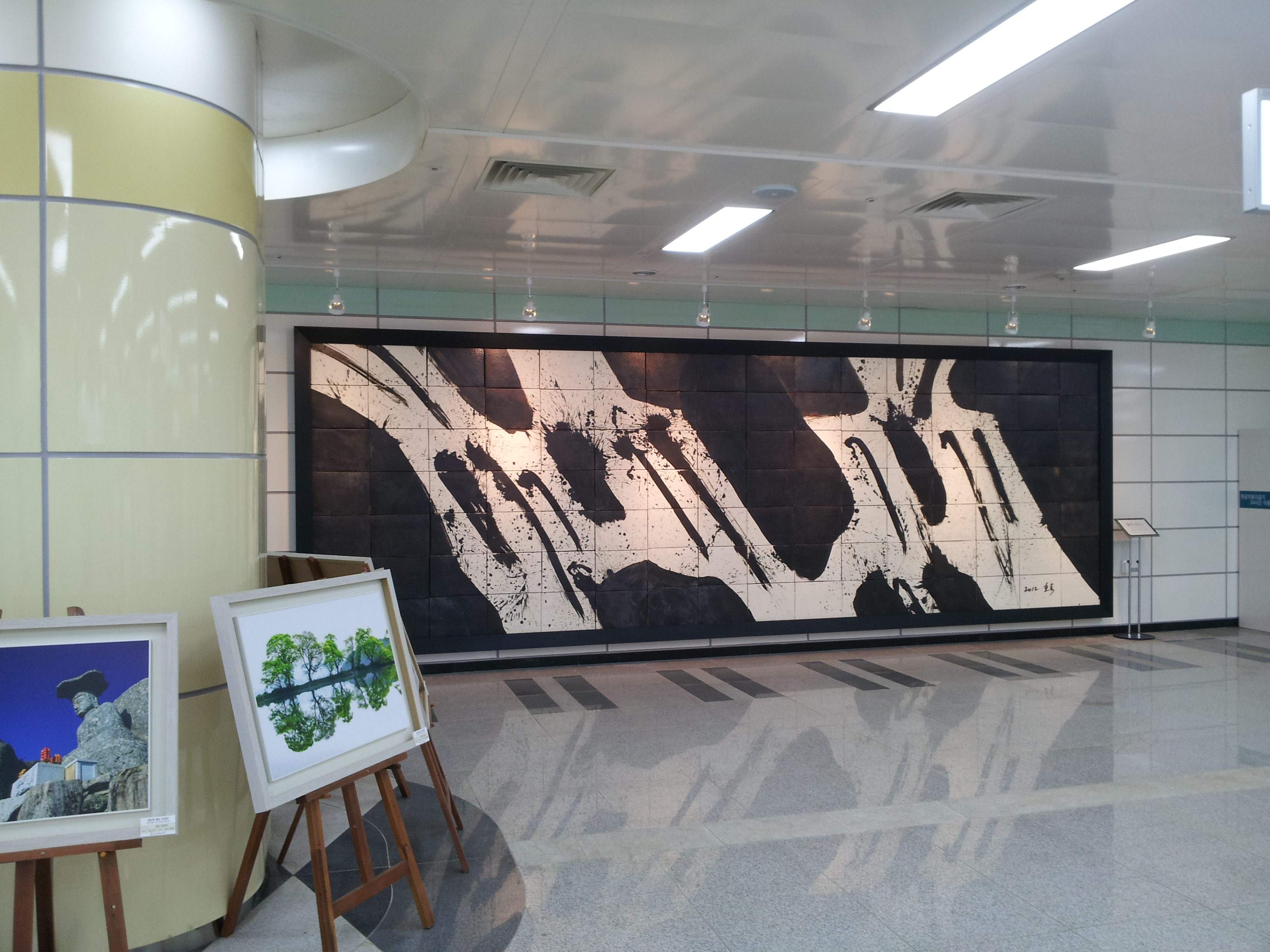
도자 벽화
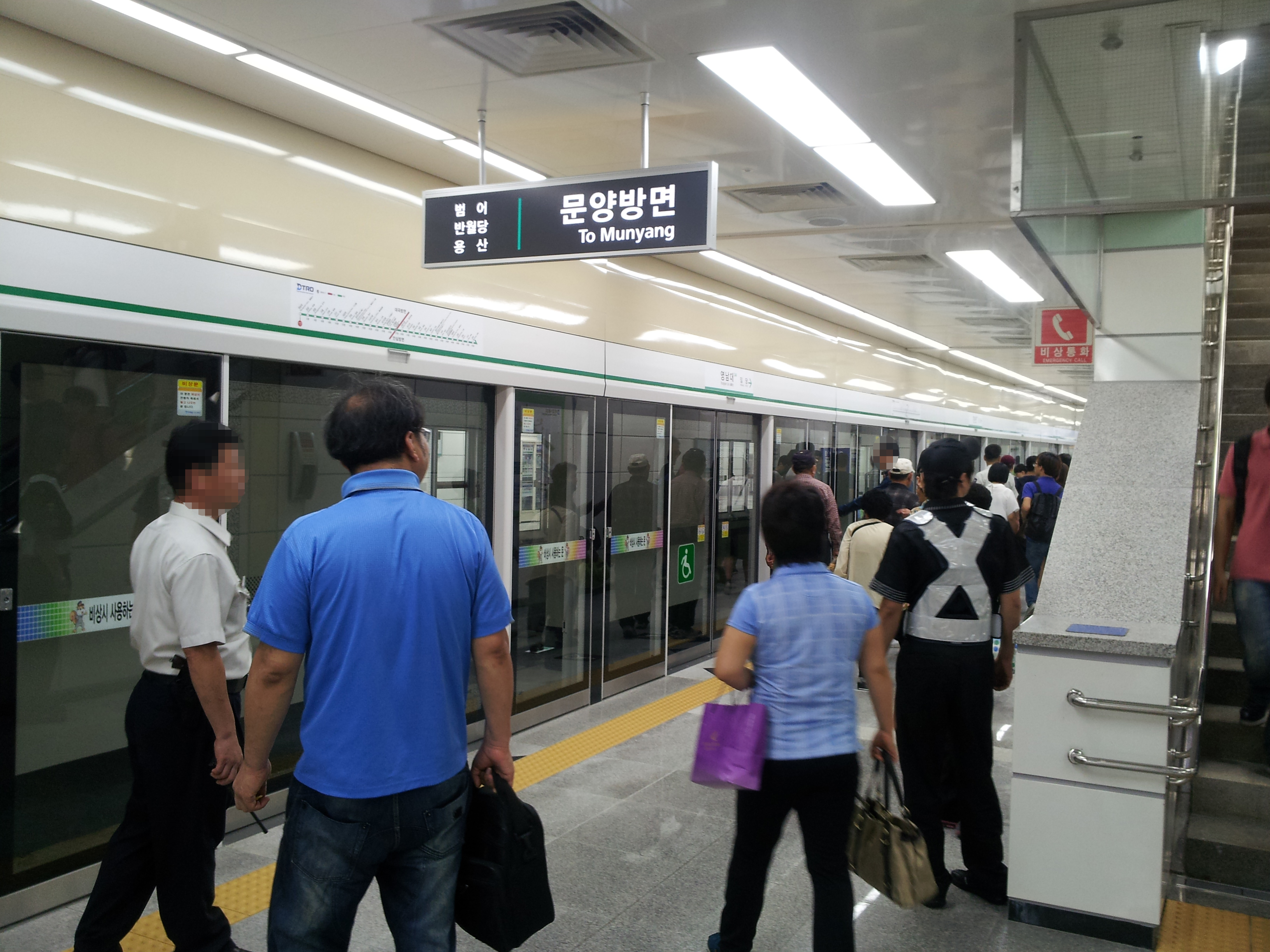
승강장 (문양 방면)
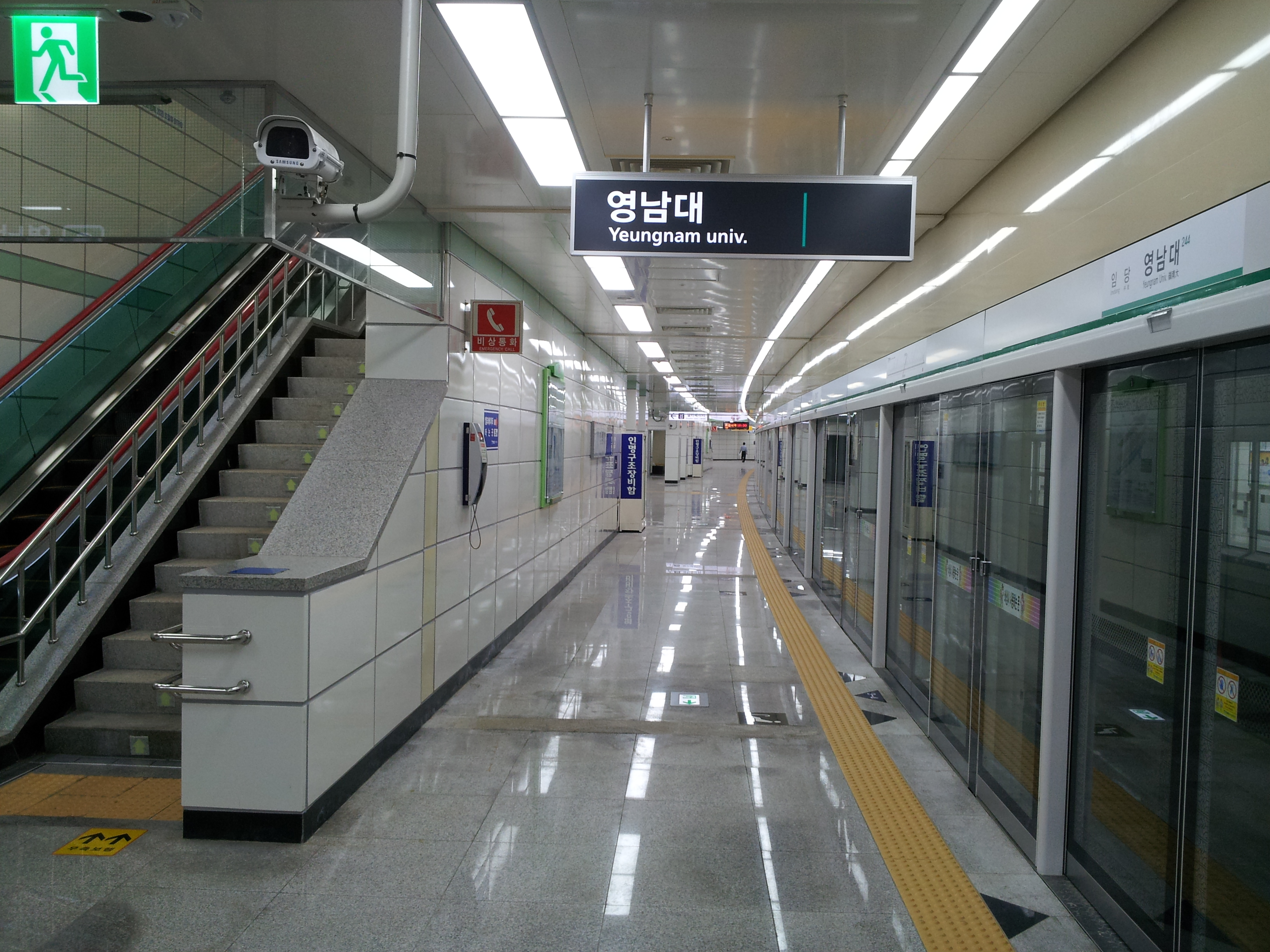
승강장 (당역 종착)
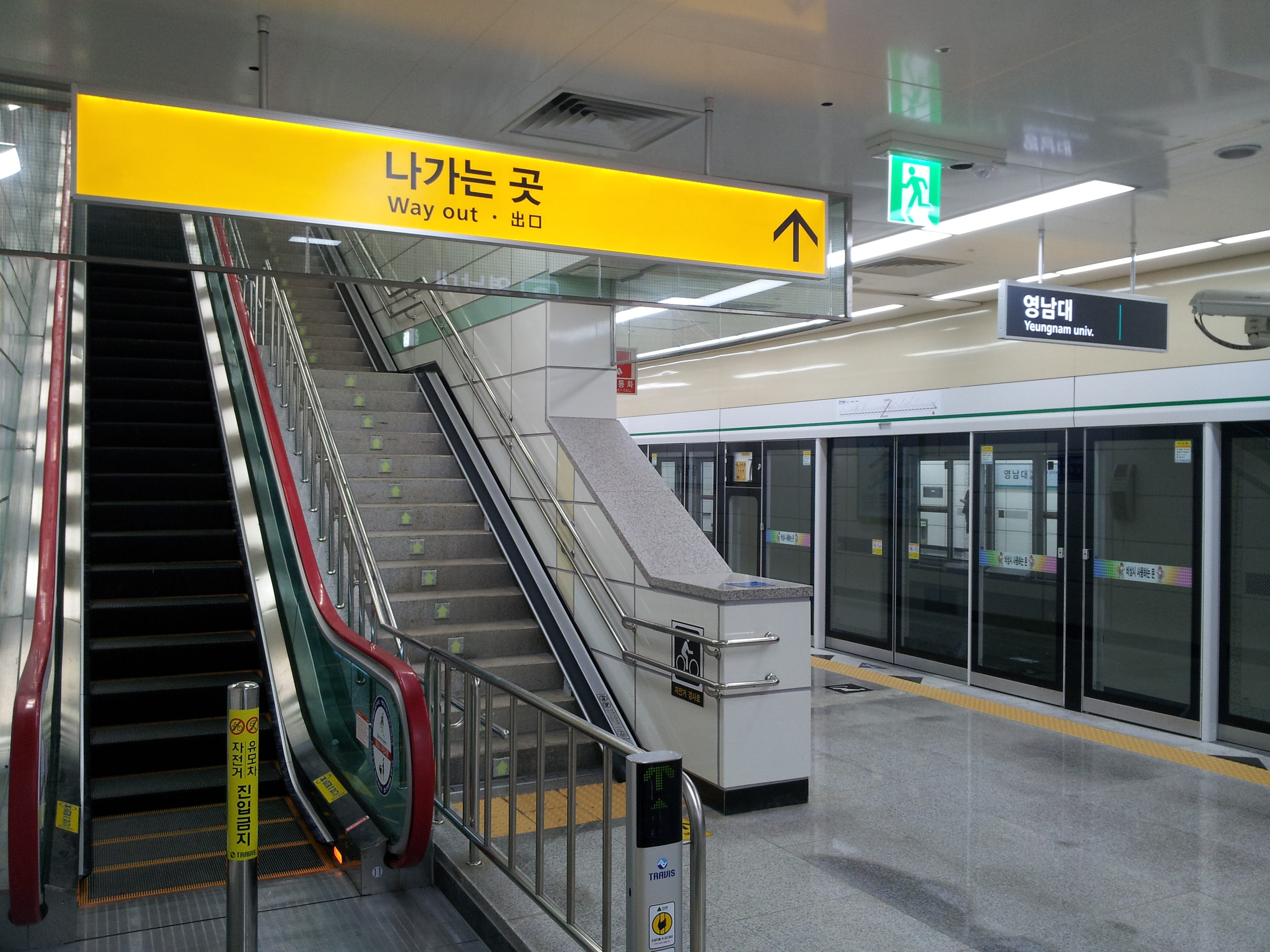
승강장 (당역 종착)
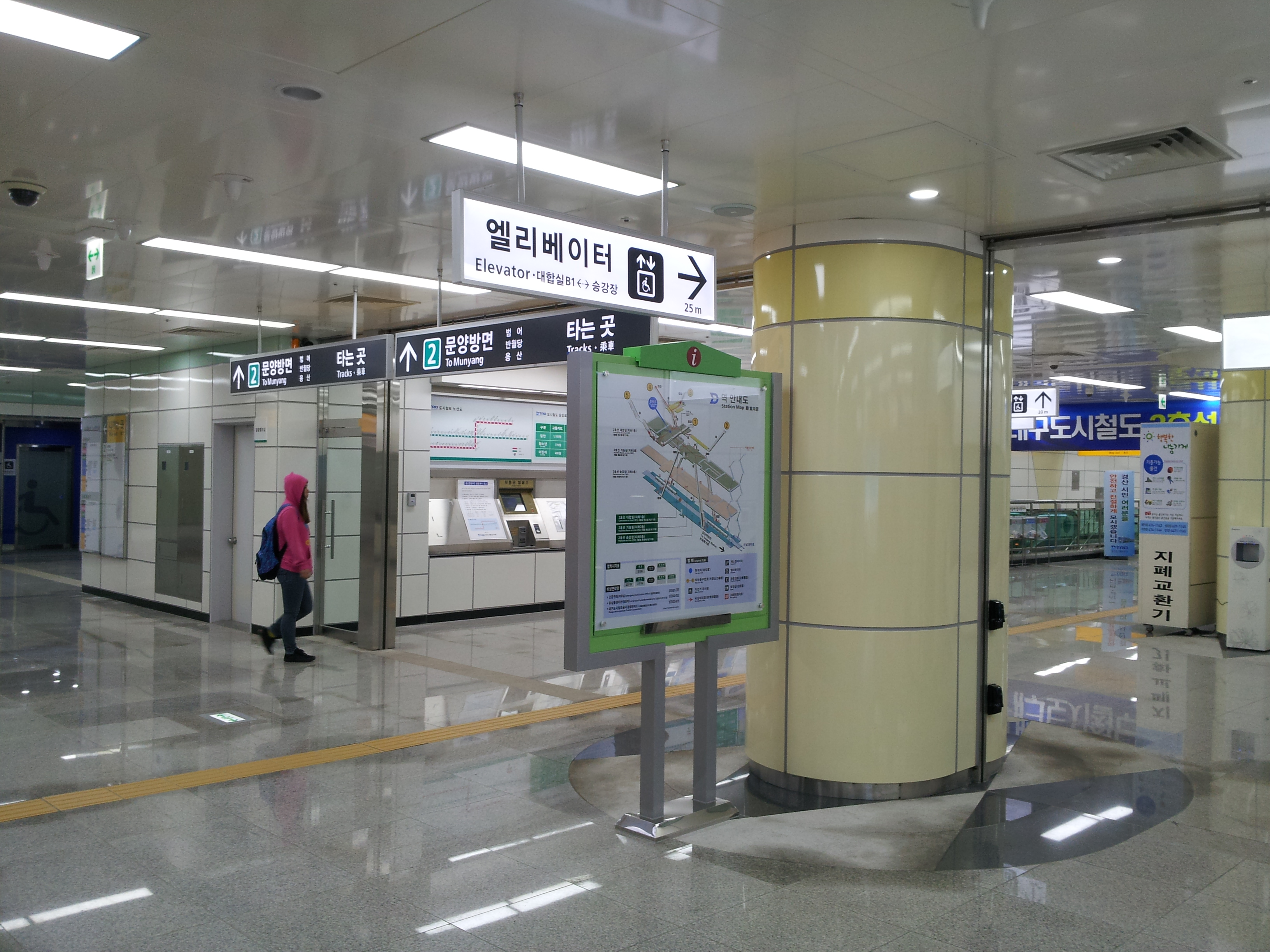
역 내부
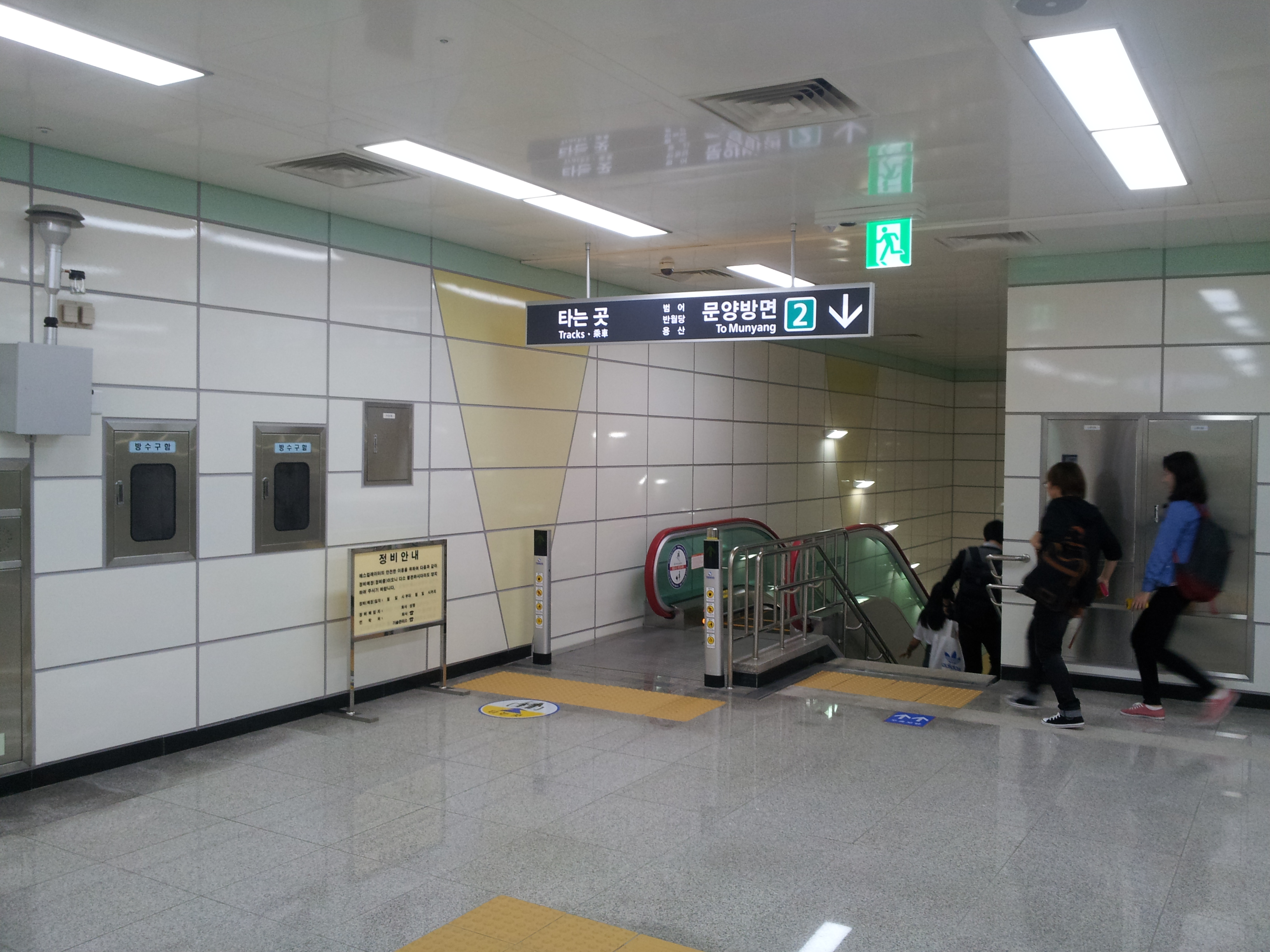
승강장 입구
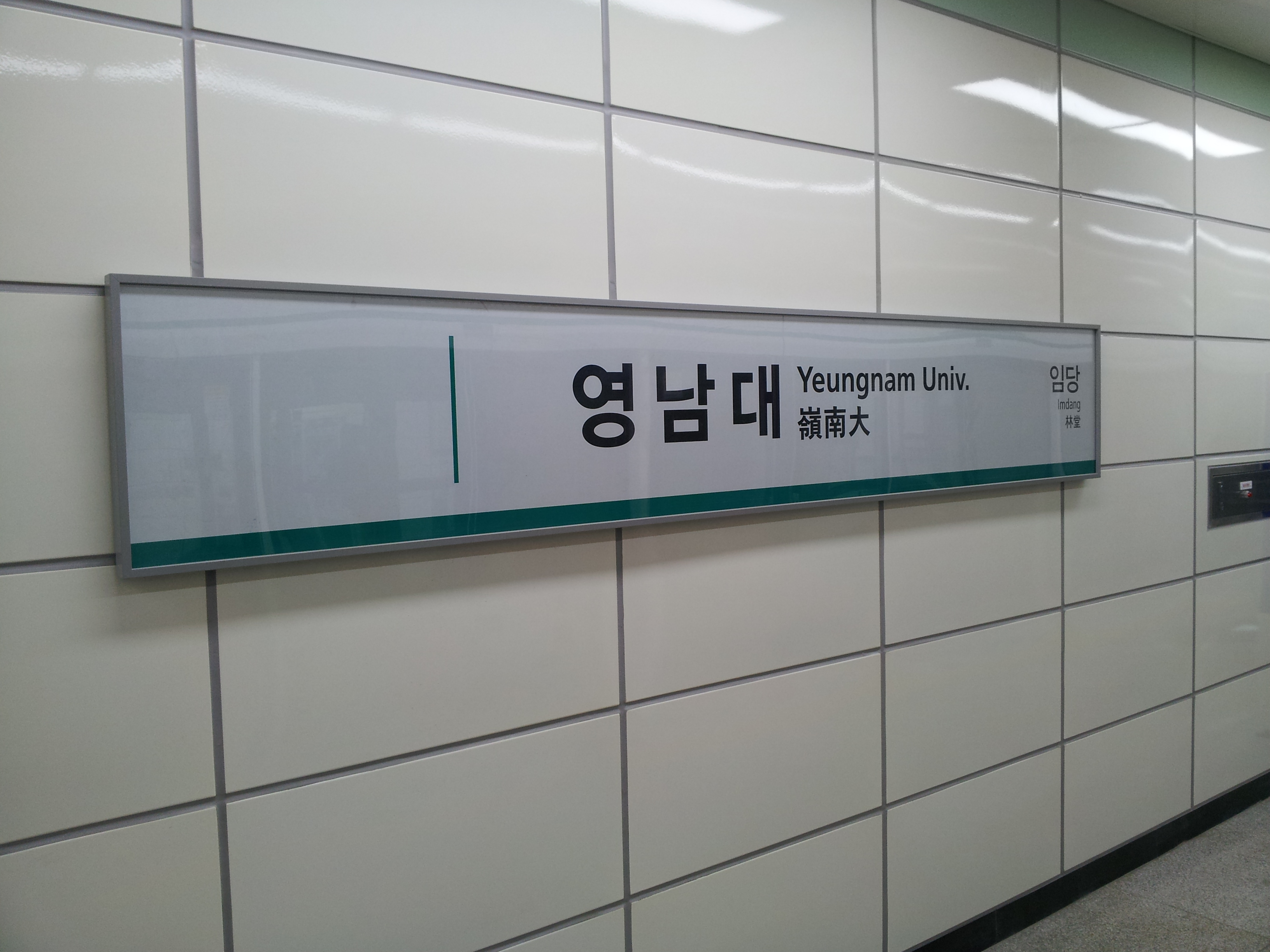
역명판(당역 종착)

## 승차량 변동
경대병원역 ~ 영남대역 구간 중에 승객이 가장 많은 역이다. 환승역인 반월당역과 함께 하루 평균 승객이 10,000명을 넘는 역이었으나 이용객이 점차 줄고 있다. 현재 대구 도시철도의 모든 종착역들 중 이용객 수가 가장 많으며, 또한 2호선의 역들 중 반월당역에 이어 2번째로 이용객이 많다. 2020년에는 코로나19 사태로 인해 대학생 이용객의 수요가 감소해 2호선 역 이용객 순위가 6위로 내려가는 등 대폭 감소하기도 했다.
| 노선  | 승차 인원 | 승차 인원 | 승차 인원 | 승차 인원 | 승차 인원 | 승차 인원 | 승차 인원 | 승차 인원 | 승차 인원 | 승차 인원 |       |
| 노선  | 2012년    | 2013년    | 2014년    | 2015년    | 2016년    | 2017년    | 2018년    | 2019년    | 2020년    | 2021년    |       |
| ----- | --------- | --------- | --------- | --------- | --------- | --------- | --------- | --------- | --------- | --------- | ----- |
| 2호선 | 10,468    | 10,229    | 10,752    | 10,625    | 10,548    | 10,005    | 9,740     | 9,646     | 4,811     | 5,911     | [ 4 ] |

## 인접한 역
| 대구 도시철도 2호선 | 대구 도시철도 2호선   | 대구 도시철도 2호선 |
| ------------------- | --------------------- | ------------------- |
| 243 임당 문양 방면  | ● 대구 도시철도 2호선 | 시·종착역           |

## 같이 보기
- 영남대학교